# قناة بليك
قناة بليك (بالإنجليزية: Blake Channel)‏ هي قناة في جنوب شرق ألاسكا في الولايات المتحدة الأمريكية.
طولها 19 كم وتفصل جزيرة رانجيل عن البر الرئيسي لألاسكا.
رسمها طبوغرافيا للمرة الأولى جيمس جونستون أحد ضباط جورج فانكوفر في الرحلة الاستكشافية أعوام 1791 – 1795.